# Amos Rusie
Amos Wilson Rusie (Mooresville, 30 maggio 1871 – Seattle, 6 dicembre 1942) è stato un giocatore di baseball statunitense che ha giocato nel ruolo di lanciatore nella Major League Baseball (MLB). È stato introdotto nella National Baseball Hall of Fame nel 1977.

## Carriera
Rusie giocò per dieci stagioni nella National League (NL), una con gli Indianapolis Hoosiers nel 1889, otto con i New York Giants dal 1890 al 1898 e una con i Cincinnati Reds nel 1901, con i Giants che lo scambiarono per la futura stella Christy Mathewson. Noto per la rapidità dei suoi lanci, la velocità della sua fastball era sconosciuta ma è stato stimato si avvicinasse ai 150 km/h. Guidò la lega in strikeout cinque volte e vinse 20 o più partite in otto stagioni. Anche se aveva dei lanci veloci, non ne aveva un buon controllo, guidando la lega in basi su ball cinque volte ed essendo settimo di tutti i tempi in quella categoria. Nel 1890 concesse un record ancora imbattuto di 290 basi su ball.
Nel 1897 uno dei lanci di Rusie colpì il futuro Hall of Famer Hughie Jennings alla testa, mandandolo in coma per quattro giorni. L'imprecisione di Rusie fu una delle cause dello spostamento della zona di lancio da 15 a 18 metri. Tale cambiamento divenne effettivo a partire dalla stagione 1893 ma non modificò l'efficacia di Rusie che guidò la lega in strikeout nelle tre stagioni successive, vincendo anche la Tripla corona nel 1894 con un record di 36-13, 195 strikeout e una media PGL di 2.78.

## Palmarès
- Tripla corona: 1

1894
- Leader della National League in vittorie: 1

1894
- Leader della National League in media PGL: 2

1894, 1897
- Leader della National League in strikeout: 5

1890, 1891, 1893–1895
- No-hitter lanciati: 1

31 luglio 1891